# O Grande Mentecapto
O Grande Mentecapto é um filme dirigido e produzido pelo diretor brasileiro Oswaldo Caldeira, lançado em 1989. O roteiro de Alfredo Oroz foi baseado no romance homônimo de Fernando Sabino. 

## Sinopse
O filme conta as aventuras e desventuras de Geraldo Viramundo, espécie de Don Quixote que percorre Minas Gerais querendo transformar o mundo.

## Elenco
- Diogo Vilela -  Geraldo Viramundo
- Luiz Fernando Guimarães - Capitão Batatinhas
- Osmar Prado - Barbeca
- Imara Reis - Peidolina(Dona Lina)
- Débora Bloch - Marialva
- Regina Casé - Brigite
- Emiliano Queiroz - Borba Gato
- Álvaro Freire - Padre Tibério
- Rogério Falabella - Pai
- Maurício do Valle - Montalvão
- Cláudio Corrêa e Castro - Chefe
- Jofre Soares - Elias
- Antônio Pedro - Clarimundo Ladisbião
- Lando Kosme
- Tetê Camelo - Garota que Atira Pedras
- Clayton Assaf - Assassino 1

## Produção
As filmagens aconteceram no segundo semestre de 1987, em Belo Horizonte, Mariana e Ouro Preto. Em 23/11/1989, o filme estreou no Rio de Janeiro. 
O filme foi produzido por Oswaldo Caldeira e Embrafilme, com fotografia de Nonato Estrela, montagem de Amauri Alves, cenografia e figurinos de Anísio Medeiros e trilha sonora de Wagner Tiso.
Grande produção, o filme conta com elenco de mais de setenta atores e cerca de duas mil figurações, com reconstituição de época. Foi filmado em oito cidades de Minas Gerais.
Num caso raro em adaptações de livros consagrados para o cinema, o escritor Fernando Sabino alterou um trecho do livro O grande mentecapto em função da cena em que Geraldo Viramundo se vê criança nadando no rio, ao retornar para sua cidade natal, no fim do filme.

## Lançamento
Participou do Festival de Gramado (Brasil) em 1989, tendo recebido o prêmio do júri popular e sido indicado na categoria de melhor filme.
Participou também dos festivais de Havana (Cuba), em 1990; Montreal (Canadá), em 1990; Rio (Brasil), em 1991; Washington (EUA), em 1990; e Chicago, em 1991.

## Recepção

### Prêmios e indicações
- Prêmio Golden Metais: cinco indicações - melhor direção, melhor roteiro, melhor música, melhor ator, melhor atriz.
- Prêmio Melhor Música Golden Metais - 1991
- Prêmio melhor filme do júri popular do Festival de Gramado - 1989
- Prêmio de melhor ator do Rio Cine Festival - 1991
- Prêmio de melhor atriz coadjuvante do Rio Cine Festival - 1991